# 嘉禮二世
嘉禮二世（拉丁語：Callistus PP. II；約1065年—1124年12月13日），本名勃艮第的居伊（Guy of Burgundy），勃艮第伯爵威廉一世之子，出生地不詳。他於1119年2月2日當選教宗，同年2月9日即位至1124年12月13日或12月14日為止。他召开了第一次拉特朗公会议。

## 譯名列表
- 卡利克斯特：天主教香港教區禮儀委員會：禧年專頁 （页面存档备份，存于）作卡利克斯特。
- ：香港天主教教區檔案　歷任教宗作。
- 加里斯都：《大英簡明百科知識庫》2005年版[永久]、《世界人名翻譯大辭典》1993年版作加里斯都。